# قلعه خان‌آباد
قلعه خان آباد مربوط به دوره قاجار است و در شهرستان اصفهان، بخش جلگه، دهستان امامزاده عبدالعزیز، روستای تاریخی قهی، مزرعه خان آباد واقع شده و این اثر در تاریخ ۱۴ اسفند ۱۳۸۵ با شمارهٔ ثبت ۱۷۸۱۴ به‌عنوان یکی از آثار ملی ایران به ثبت رسیده است.